# 메자마시 TV

후지 TV 메자마시 TV 자명종 캐릭터

메자마시 TV(めざましテレビ, Mezamashi TV)은 후지 TV(FNN)계열을 통해 1994년 4월 1일부터 방송하고 있는 아침 정보 프로그램이다. 일반적으로는 자각 TV로 줄여서 부르기도 한다.

## 기획 의도
후지 TV를 통해 아침 시간대에 최장수 정보 와이드 프로그램이다. 프로그램 시작 당시의 콘셉트는, 관동 지역에서 동시간대 시청률 1위를 독주하고 있던 니혼TV의 『줌인 아침!』과 철저히 차별화하는 것이었으며, 초등학생부터 직장인까지 폭넓은 시청층을 타깃으로 삼는 구성이었다.
신규 프로그램 예고 CM에서는 "『메자마시 TV』는 보는 라디오, 듣는 텔레비전"이라는 캐치프레이즈와 함께 "알람 대신 시청해 주세요"라는 문구로 소개되었다. 방송 시작에 앞서, 보도·정보·스포츠·편성·제작 등 부서 간 장벽을 허물고 협업하는 크로스 부서 프로젝트팀이 편성되었고, 동시에 FNS 계열 각 방송국과의 공동 제작 체제도 구축되었다.
이에 따라 프로그램은 『줌인 아침!』과의 차별화를 전제로 하면서도, 영향받은 형태로 전국 각지에서의 생중계 요소도 포함한 구성이 되었다.
이로 인해, 간사이TV 등 일부 계열국이 편성하던 동시간대 로컬 와이드 프로그램은 대부분 폐지되었으나, 도카이TV의 경우는 본 프로그램이 시작된 이후에도 일정 시간대를 로컬 파트로 대체해 자사 제작 프로그램을 이어갔다.

## 방송 일정
- 1994년 4월 1일 - 2001년 12월 28일
  - 월~금요일 5:55 - 8:00 (JST)
- 2002년 1월 7일 - 2018년 3월 30일
  - 제1부: 월~금요일 5:25 - 6:10 (JST)
  - 제2부: 월~금요일 6:10 - 8:00 (JST)
- 2018년 4월 2일 - 2019년 3월 29일
  - 제0부: 월~금요일 4:55 - 5:25 (JST)
  - 제1부: 월~금요일 5:25 - 6:10 (JST)
  - 제2부: 월~금요일 6:10 - 8:00 (JST)
- 2019년 4월 1일 - 2025년 3월 28일
  - 제1부: 월~금요일 5:25 - 6:10 (JST)
  - 제2부: 월~금요일 6:10 - 8:00 (JST)
    - 방송 시작 당시에는 모든 네트워크 계열국이 5:55부터 동시 시작했으나, 2002년 1월 7일부터 시작 시간을 5:25로 앞당기고 6:10을 경계로 한 2부제로 개편하였다.
    - 제2기 개시 이후 일부 지방국에서는 중간 합류 방식으로 방송했으나, 순차적으로 시작 시간을 앞당겼고 2013년 7월 1일부터는 마지막까지 중간 합류 방식이던 이시카와 TV 방송도 시작 시간을 조정하여, 평상시 모든 네트워크 계열국이 5:25 시작 체제가 되었다. 중간 합류국에서는 제1부(5:25 - 5:55)를 자체 편성으로 대체했으나, 긴급 시에는 전면 동시방송이 이루어진 사례도 있었다.
    - 제1부(5:25 - 5:55)는 2013년 9월 27일까지 로컬 세일즈 슬롯으로, 보도 특집 프로그램이나 스포츠 중계 등 특별 사정이 없는 한 네트워크 강제 편성이 이루어지지 않았다(2020년 3월까지의 『메자마시 토요일』 제1부(6:00 - 7:00)와 동일).
    - 2018년 4월 2일부터 2019년 3월 29일까지의 제0부(4시대·5시대)는 전편 로컬 세일즈 슬롯으로, 후지TV와 일부 계열국만 방송하였다.
- 2025년 3월 31일 - 현재
  - 제1부: 월~금요일 5:25 - 6:10 (JST)
  - 제2부: 월~금요일 6:10 - 8:14 (JST)
    - 2025년 3월 31일부터 방송 종료 시간이 8:14까지 연장됨에 따라, 지금까지 네트워크되지 않았던 TV오이타에서도 닛폰TV 제작 정보 프로그램 『ZIP!』을 7:55에 중도 종료한 뒤, TV오이타 독자 오프닝을 내보내고 7:56의 「오늘의 강아지(きょうのわんこ)」부터 19분간만 합류 방송을 하게 되었다.

## 가맹국
- 후지 TV 제작국, FNN를 통해 27개사 혹은 TV 미야자키에서 시청할 수 있다. (TV 오이타 제외)

## 역대 캐스터

### 메인 (남성)
- 오오츠카 노리카즈 (1994년 4월 ~ 2011년 11월)
- 이토 토시히로 (2011년 11월 ~ 2012년 3월)
- 미야케 마사하루[2] (2012년 4월 ~ 현재)

### 메인 (여성)
- 야기 아키코 (1994년 4월 ~ 1997년 3월)
- 코지마 나츠코 (1997년 4월 ~ 1998년 3월, 월·수요일)
- 야기 아키코 (1997년 4월 ~ 1998년 3월, 목·금요일)
- 코지마 나츠코 (1998년 4월 ~ 1999년 3월, 월·수요일)
- 키사아 야코 (1998년 4월 ~ 1999년 3월, 목·금요일)
- 코지마 나츠코 (1999년 4월 ~ 2003년 3월)
- 타카시마 아야 (2003년 4월 ~ 2010년 10월)
- 쇼노 요코 (2010년 10월 ~ 2014년 9월)
- 카토 아야코 (2012년 4월 ~ 2016년 4월)
- 나가시마 유미[3] (2016년 4월 ~ 2021년 3월 19일)
- 이노우에 세이카 (2021년 3월 29일 ~ 현재)

### 뉴스
- 사키사카 나츠오키 (1994년 4월 ~ 1995년 3월)
- 노지마 나카시 (1995년 4월 ~ 1999년 3월)
- 후쿠하라 나오히데 (1999년 4월 ~ 2001년 3월, 월·수요일)
- 모리 쇼이치루 (2001년 4월 ~ 2004년 9월, 월·수요일)
- 후쿠하라 나오히데 (2004년 10월 ~ 2008년 3월, 월·수요일)
- 이토 토시히로 (1999년 4월 ~ 2008년 3월, 목·금요일)
- 이토 토시히로 (2008년 4월 ~ 2011년 11월)
- 쿠라타 타이세이 (2011년 11월 ~ 2013년 9월)
- 쿠라타 타이세이 (2013년 9월 ~ 2015년 9월, 월·화·수요일)
- 나카무라 미츠히로 (2013년 9월 ~ 2016년 4월, 목·금요일)
- 키무라 타쿠야 (2015년 9월 ~ 2016년 4월, 월요일)
- 쿠라다 타이세이 (2015년 9월 ~ 2016년 4월, 화·수요일)
- 이쿠타 류세이 (2016년 4월 ~ 현재)
- 이노오 케이 (2016년 4월 ~ 현재, 목요일)

### 스포츠

#### 남성
- 오쿠데라 타케시 (1994년 4월 ~ 2006년 9월)
- 와타나베 카즈히로 (2006년 9월 ~ 2008년 9월)
- 나카무라 미츠히로 (2008년 10월 ~ 현재)

#### 여성
- 니시야마 키쿠에 (1994년 4월 ~ 1995년 3월)
- 토미나가 미키 (1995년 4월 ~ 1997년 3월)
- 키사아 야코 (1997년 4월 ~ 1998년 3월)
- 후지무라 사오리 (1998년 4월 ~ 2002년 3월)
- 치노 시오 (2002년 4월 ~ 2003년 3월)
- 후쿠모토 하나에 (2003년 4월 ~ 2004년 12월)
- 이시모토 사오리 (2005년 1월 ~ 2007년 9월)
- 엔도 레이코 (2007년 10월 ~ 현재)

### 일기예보
- 스미다 하나코 (1994년 4월 ~ 1999년 3월)
- 요시다 케이 (1999년 4월 ~ 2002년 3월)
- 타카지 치카코 (2002년 4월 ~ 2005년 3월)
- 카이토우 아이코 (2005년 4월 ~ 2009년 3월)
- 나가노 미사토 (2009년 3월 ~ 2014년 3월)
- 오노 아야카 (2014년 3월 ~ 2016년 4월)
- 아베 카야코 (2016년 4월 ~ 현재)

## 역대 테마곡
- 1994년 4월 1일 ~ 1995년 3월 31일: 린드버그 - Cute or Beauty
- 1995년 4월 3일 ~ 1996년 3월 29일: 린드버그 - Ring My Bell
- 1996년 4월 1일 ~ 1997년 3월 28일: 모리타카 치사토 - 랄라 선샤인
- 1997년 3월 31일 ~ 1998년 3월 27일: 키시타니 카오리 - 해피맨
- 1998년 3월 30일 ~ 1999년 3월 31일: 코마츠 미호 - 찬스
- 1999년 4월 1일 ~ 2000년 3월 31일: 마쓰토야 유미 - Spinniing Wheel
- 2000년 4월 3일 ~ 2001년 3월 30일: 키무라 요시노 - 내일은… (오프닝곡) / Lullaby for Grandmother M (엔딩곡)
- 2007년 10월 1일 ~ 2008년 3월 28일: MISIA - 태양의 지도
- 2008년 3월 30일 ~ 2009년 3월 27일: 오다 카즈마사 - 오늘도 어디선가
- 2009년 3월 30일 ~ 2010년 3월: Superfly - 야사시이 기모치데
- 2010년 3월 ~ 2011년 3월: 쿠와타 케이스케 - Early In the Morning
- 2011년 4월 ~ 2012년 3월: 이키모노가카리 - New World Music
- 2012년 4월 ~ 2013년 3월: Mr.Children - Happy Song
- 2013년 4월 ~ 2014년 3월: 아무로 나미에 - Can You Feel This Love
  - 2014년 4월부터 2015년 3월까지는 요일마다 다른 데일리 테마송을 내보냈다.
- 2015년 3월 30일 ~ 2016년 4월 1일: 유즈 - 끝나지 않는 노래
- 2016년 4월 4일 ~ 2016년 9월 30일 : 니시노 카나 - Have a nice day
- 2016년 10월 3일 ~ 2017년 3월 31일 : 니시노 카나 - Dear Bride
- 2017년 4월 3일 ~ 2018년 3월 30일 : 스피츠 (밴드) - 헤비 멜로우
- 2018년 4월 3일 ~ 2019년 3월 29일 : 오다 카즈마사 - 만나러 간다
- 2019년 4월 1일 ~ 2020년 3월 27일 : 이키모노가카리 - SING!
- 2020년 3월 30일 ~ 2021년 3월 26일 : 오피셜히게단디즘 - HELLO
- 2021년 3월 29일 ~ 2022년 4월 1일 : YOASOBI - 조금만 더
- 2022년 4월 4월 ~ 2023년 3월 31일: 나니와단시 - 행운을 빌어 (사치아레)
- 2023년 4월 3일 ~ 2024년 3월 29일 : Ado - 가시 (이바라)
- 2024년 4월 1일 ~ 2025년 3월 28일 : DISH// - 아침, 달 표면도 웃고 있다
- 2025년 3월 31일 ~ 2026년 3월(예정) : SUPER BEAVER - 주인공

## 미니 애니메이션 코너
- 종이 인형 로페(紙兎ロペ) - 2012년 11월 16일부터 현재 방송 중의 미니 애니메이션 코너다.
- 먼가 작고 귀여운 녀석(何か小さくてかわいいやつ) - 2022년 4월 4일부터 2025년 3월 28일까지, 2025년 7월 15일부터 미니 애니메이션 코너다. (매주 화요일과 금요일 공개)

## 참고 사항
- 마스코트는 메자마시군(めざましくん)의 디자인은 자명종 시계의 형태에 얼굴이 그려지고, 손발이 달린 모습으로 되어 있다.[4]
- 원래는 상단 왼쪽에 큰 붉은색의 시각 표시였으나, 2016년 4월부터 주황색 태양 모양을 붉은색에서 작은 흰색으로 바뀌다가, 날짜(일자·요일) 표시를 추가되었다.
- 후지TV 개국 60주년 및 『메자마시 TV』 방송 시작 25주년을 기념하여, 2019년 3월 29일 저녁 7시부터 10시 52분까지 『후지TV 개국 60주년 특별 기획 – 오늘 밤 발표! 4시간 생방송 메자마시 × 산마, 헤이세이 엔터테인먼트 뉴스의 주인공 100인 "무리한 부탁 드려봤습니다 SP"라는 제목으로 두 번째 골든·프라임 타임 생방송 특집이 방송되었다.

## 동시간별 방송 프로그램
- NHK 뉴스 오하요 일본 (NHK)
- ZIP! (니혼TV)
- THE TIME, (TBS)
- 굿!모닝 (TV아사히)

## 같이 보기
- 메자마시 토요일